# 앨런 유스터스
로버트 앨런 유스터스(영어: Robert Alan Eustace), 1957년 12월 19일 ~ )는 미국의 기업인이며 컴퓨터 과학자로, 2014년 기준으로 구글의 부사장이다.
유스터스 부사장은 2014년 10월 24일경 뉴멕시코주에서, 고도 41km 지점까지 헬륨기구를 타고 올라가 초음속 스카이다이빙에 성공하였다. 이로써 사상 최고도의 스카이다이빙 기록을 경신하였으며, 2012년 펠릭스 바움가르트너의 39km 기록을 깬 것이다. 유스터스는 특수설계된 우주복을 입고 약 4분 30초간 자유낙하했는데 이때 최고속도가 시속 1,322km에 달하였다.

## 같이 보기
- 펠릭스 바움가르트너